# Smilčić
Smilčić falu Horvátországban Zára megyében. Közigazgatásilag Benkovachoz tartozik.

## Fekvése
Zárától légvonalban 22, közúton 28 km-re keletre, községközpontjától légvonalban13, közúton 21 km-re északnyugatra, Dalmácia északi részén, Ravni kotari területén fekszik.

## Története
A település nevét egy mediterrán növényről, a homoki szalmagyopárról (horvátul: smilje) kapta. A Ravni kotari síkságának fontos útkereszteződésében, egy szőlőkben, szántóföldekben, gyümölcsösökben és legelőkben gazdag termékeny területen települt. A falu közvetlen környéke már a kőkorszaktól fogva az illír- és római koron át a horvátok betelepüléséig folyamatosan lakott volt. Erről tanúskodnak az itt talált sírok, lakóházak, gazdasági eszközök, használati tárgyak maradványai. Az itteni kőkorszaki település leletei két rétegben kerültek elő, melyek közül az egyik az impressokerámiák kultúrájához, a másik a danilói kultúrához tartozik. A régészeti lelőhelyen a vaskorból is fontos leletek kerültek elő. Smilčić területén található az egyik fontos kora középkori régészeti lelőhely Kulina, ahol szőlőtelepítés közben az 1930-as években ószláv temető maradványait tárták fel. A Crkvina nevű határrészen óhorvát templom maradványait, körülötte pedig néhány fennmaradt sírt találtak, de a Dolac és Jazbine dűlőkben is sírok nyomaira bukkantak. A falu nevezetes rendkívül gazdag őskori és ókori régészeti leleteiről, mely az egyik legjelentősebb Dalmácia északi részén. A mai Smilčić területén egykor Starožane, Pritičevce, tőle délnyugatra Trnovo, északnyugatra Čerinci falvak feküdtek. A Horvát Királyság, majd 1102-től a Magyar Királyság része volt. 1409-ben Dalmáciával együtt velencei uralom alá került és Novigradból igazgatták. 1527-ben a környező településekkel együtt elfoglalta a török és elnéptelenedett. 1570-től a Klisszai, 1580-tól 1647-ig a Likai szandzsák része volt. A török uralom 1647-ig tartott. Ekkor új népesség költözött be az üresen hagyott területre, mely részben katolikus horvát, részben pravoszláv (tulajdonképpen szerb) volt, akiket a korabeli velencei források vlachoknak, illetve morlakoknak neveznek. Régi katolikus plébániatemploma Szent Mihály tiszteletére volt szentelve, de idővel olyan romos állapotba került, hogy nem lehetett istentiszteletet tartani benne. Ezután funkcióját a zárai Tebaldi család által építtetett kápolna vette át, melyet 1740-ben Szent József tiszteletére szenteltek. A falu 1797-ig a Velencei Köztársaság része volt. Miután a francia seregek felszámolták a Velencei Köztársaságot és a campo formiói béke értelmében osztrák csapatok szállták meg. 1806-ban a pozsonyi béke alapján az Első Francia Császárság Illír Tartományának része lett. 1815-ben a bécsi kongresszus újra Ausztriának adta, amely a Dalmát Királyság részeként Zárából igazgatta 1918-ig. A településnek 1857-ben 296, 1910-ben 428 lakosa volt. Az első világháború után előbb a Szerb-Horvát-Szlovén Királyság, majd Jugoszlávia része lett. A második világháború idején 1941-ben a szomszédos településekkel együtt Olaszország fennhatósága alá került. Az 1943. szeptemberi olasz kapituláció után visszatért Horvátországhoz, majd újra Jugoszlávia része lett. 1991-ben lakosságának 68 százaléka szerb, 30 százaléka horvát nemzetiségű volt. 1991 szeptemberében szerb lakói csatlakoztak a Krajinai Szerb Köztársasághoz és a település szerb igazgatás alá került. 1992 január 25-én a katolikus plébániatemplomot aláaknázták és felrobbantották. A falut 1995 augusztusában a Vihar hadművelet során foglalta vissza a horvát hadsereg. Szerb lakossága elmenekült. 2011-ben 248 lakosa volt, akik főként mezőgazdasággal és állattartással foglalkoztak.

## Lakosság
| Lakosság változása | Lakosság változása | Lakosság változása | Lakosság változása | Lakosság változása | Lakosság változása | Lakosság változása | Lakosság változása | Lakosság változása | Lakosság változása | Lakosság változása | Lakosság változása | Lakosság változása | Lakosság változása | Lakosság változása | Lakosság változása |
| ------------------ | ------------------ | ------------------ | ------------------ | ------------------ | ------------------ | ------------------ | ------------------ | ------------------ | ------------------ | ------------------ | ------------------ | ------------------ | ------------------ | ------------------ | ------------------ |
| 1857               | 1869               | 1880               | 1890               | 1900               | 1910               | 1921               | 1931               | 1948               | 1953               | 1961               | 1971               | 1981               | 1991               | 2001               | 2011               |
| 296                | 291                | 317                | 340                | 364                | 428                | 619                | 561                | 667                | 683                | 758                | 679                | 628                | 641                | 250                | 248                |

## Nevezetességei
- A Gyógyító Boldogasszony tiszteletére szentelt katolikus plébániatemploma 1869-ben épült. 1992. január 25-én a szerbek felrobbantották és teljesen megsemmisült. Ennek helyén építették fel a félkörös alaprajzú új, modern plébániatemplomot, amelyet 2004. január 25-én szentelt fel Ivan Prenđa zárai érsek. A templomot kívülről fehér kőlapokkal burkolták. Oltára, ambója, szentségtartója, keresztelőmedencéje, szenteltvíztartója vörös márványból készült. Az oltáron a Boldogasszony fából faragott szobra áll. Harangtornyában három harang található. A lerombolt plébániaház helyett szintén újat építettek.[2]
- Szent József tiszteletére szentelt régi plébániatemploma 1740-ben épült. A délszláv háború idején ezt is lerombolták.[2]